# Alexander Michajlovitsj van Rusland

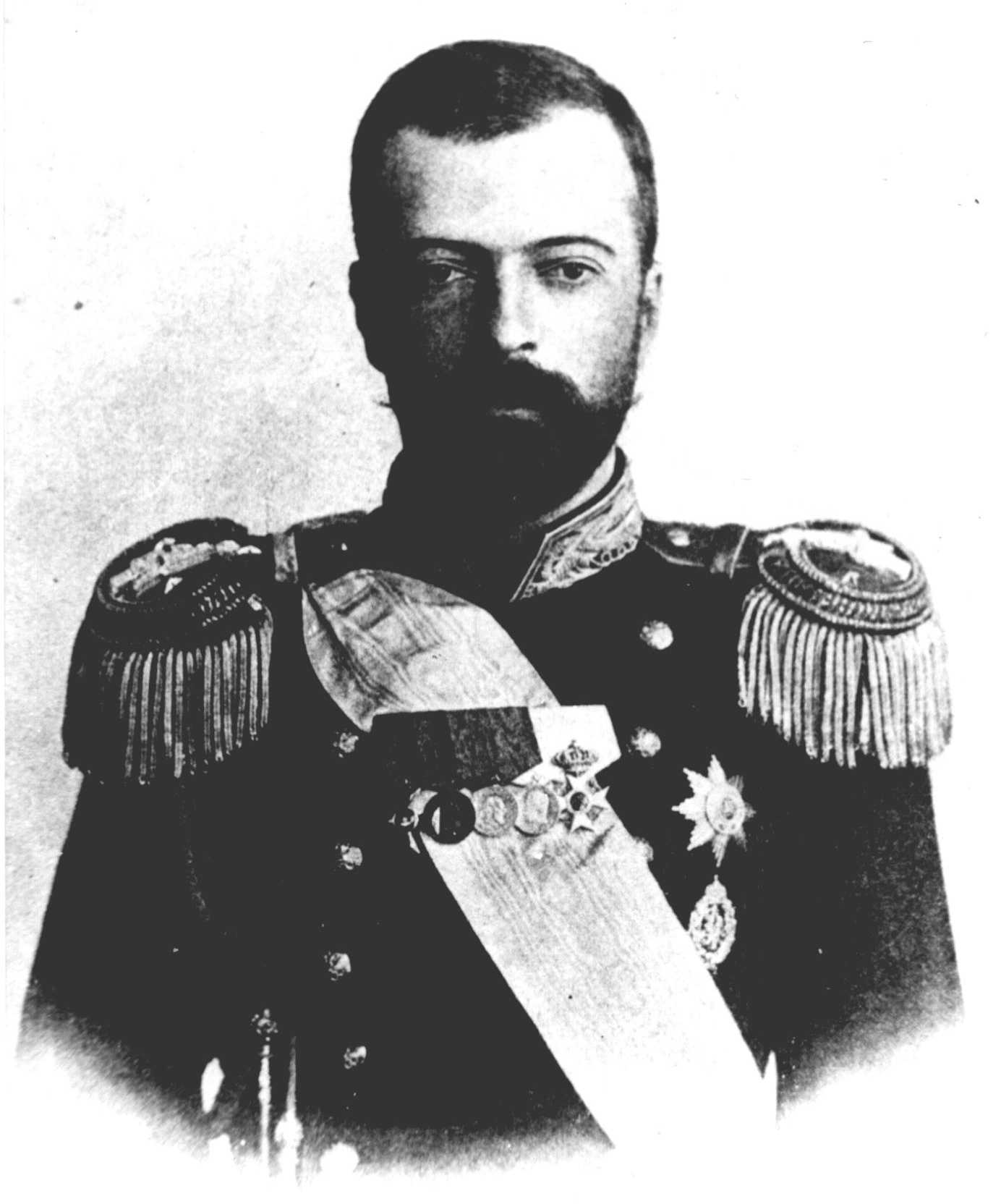
Grootvorst Alexander Michajlovitsj

Alexander "Sandro" Michajlovitsj Romanov (Russisch: Александр Михайлович Романов, Aleksandr Michajlovič Romanov) (Tiflis, Georgië, 13 april 1866 – Roquebrune, Frankrijk, 26 februari 1933), grootvorst van Rusland, was de zoon van grootvorst Michael Nikolajevitsj en grootvorstin Olga Fjodorovna. Hij was dus een kleinzoon in mannelijke lijn van tsaar Nicolaas I.
Hij trouwde op 6 augustus 1894 in het Peterhof Paleis in de buurt van Sint-Petersburg met grootvorstin Xenia Aleksandrovna. Zij was de oudste dochter van tsaar Alexander III, die vlak daarna stierf, en dus ook de zus van tsaar Nicolaas II. Het huwelijk was niet gelukkig: Alexander had een Amerikaanse minnares en toen hij dit aan Xenia opbiechtte, stortte ook zij zich in een buitenechtelijke relatie.
Uit het huwelijk werden zeven kinderen geboren:
- Irina Aleksandrovna (1895-1970), getrouwd met prins Felix Joesoepov
- Andrej Aleksandrovitsj (1897-1981)
- Fjodor Aleksandrovitsj (1898-1968)
- Nikita Aleksandrovitsj (1900-1974)
- Dimitri Aleksandrovitsj (1901-1980)
- Rostislav Aleksandrovitsj (1902-1978)
- Vasili Aleksandrovitsj (1907-1989)

Door zijn huwelijk was Alexander de zwager van de tsaar geworden en had hij een bevoorrechte positie aan het hof. Hij was intelligent en ambitieus, en bekleedde een korte tijd de post van Minister van de Handelsvloot, een functie die speciaal voor hem in het leven was geroepen. Tijdens de Eerste Wereldoorlog wijdde de grootvorst zich aan de problemen van de militaire luchtvaart, maar de successen die hij hierin behaalde, waren niet algemeen bekend aan het hof en in de politiek. Alexander bleef echter niet altijd onbekend in de politiek. Hij publiceerde namelijk een boek, waarin een vrijmoedig standpunt neerzette: hij schreef dat de tsaar enkel zijn meest naaste familieleden op de belangrijke regeringsfuncties moest zetten. 
Na de Russische Revolutie gingen Alexander en Xenia uit elkaar, waarna Xenia zich in Engeland vestigde. Grootvorst Alexander stierf op 26 februari 1933 op 66-jarige leeftijd te Roquebrune, Frankrijk.